# Zarza de Granadilla
Zarza de Granadilla – miasto w Hiszpanii, w regionie Estremadura. W 2010 liczyło 1 873 mieszkańców.